# Seydimli
Seydimli (azerbajdzjanska: Seyidimli, armeniska: Սեյիդիմլի, Սեյդիմլի) är en ort i Azerbajdzjan.   Den ligger i distriktet Tərtər Rayonu, i den centrala delen av landet, 250 km väster om huvudstaden Baku. Seydimli ligger 237 meter över havet och antalet invånare är 2 495.
Terrängen runt Seydimli är huvudsakligen platt, men åt nordväst är den kuperad. Runt Seydimli är det ganska tätbefolkat, med 149 invånare per kvadratkilometer.. Närmaste större samhälle är Terter, 3,3 km söder om Seydimli.
Trakten runt Seydimli består till största delen av jordbruksmark.